# Saint-Jean-de-Folleville
Saint-Jean-de-Folleville é uma comuna francesa na região administrativa da Normandia, no departamento de Sena Marítimo. Estende-se por uma área de 13,79 km². Em 2010 a comuna tinha 849 habitantes (densidade: 61,6 hab./km²).